# Gare de Bilhorod-Dnistrovskyï
La  gare de Bilhorod-Dnistrovskyï , (ukrainien : Білгород-Дністровський (станція)) est une gare ferroviaire ukrainienne située entre Odessa et la frontière roumaine, dans l'oblast d'Odessa.

## Situation ferroviaire

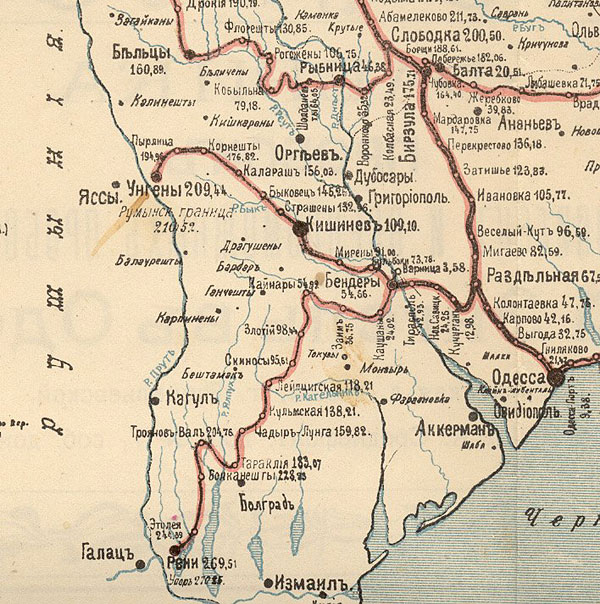
Le réseau en 1899, Akkerman est isolé.

Elle est sur la ligne Odessa-Izmaïl.

## Histoire
La ligne est entre Basarabeasca et Akkerman, construite sur fonds privés en 1913 et créée avec la chemin de fer d'Akkerman.

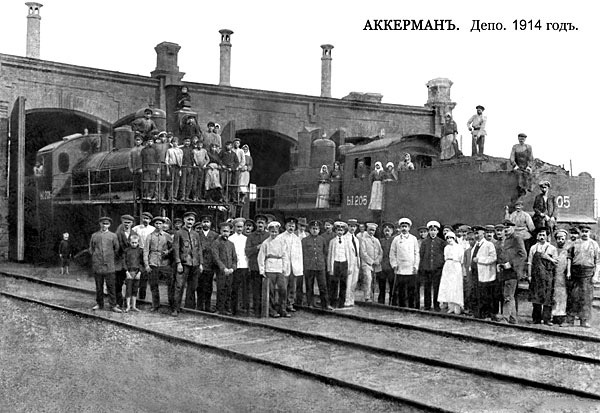
Le dépôt d'Akkerman en 1914.

### Intermodalité

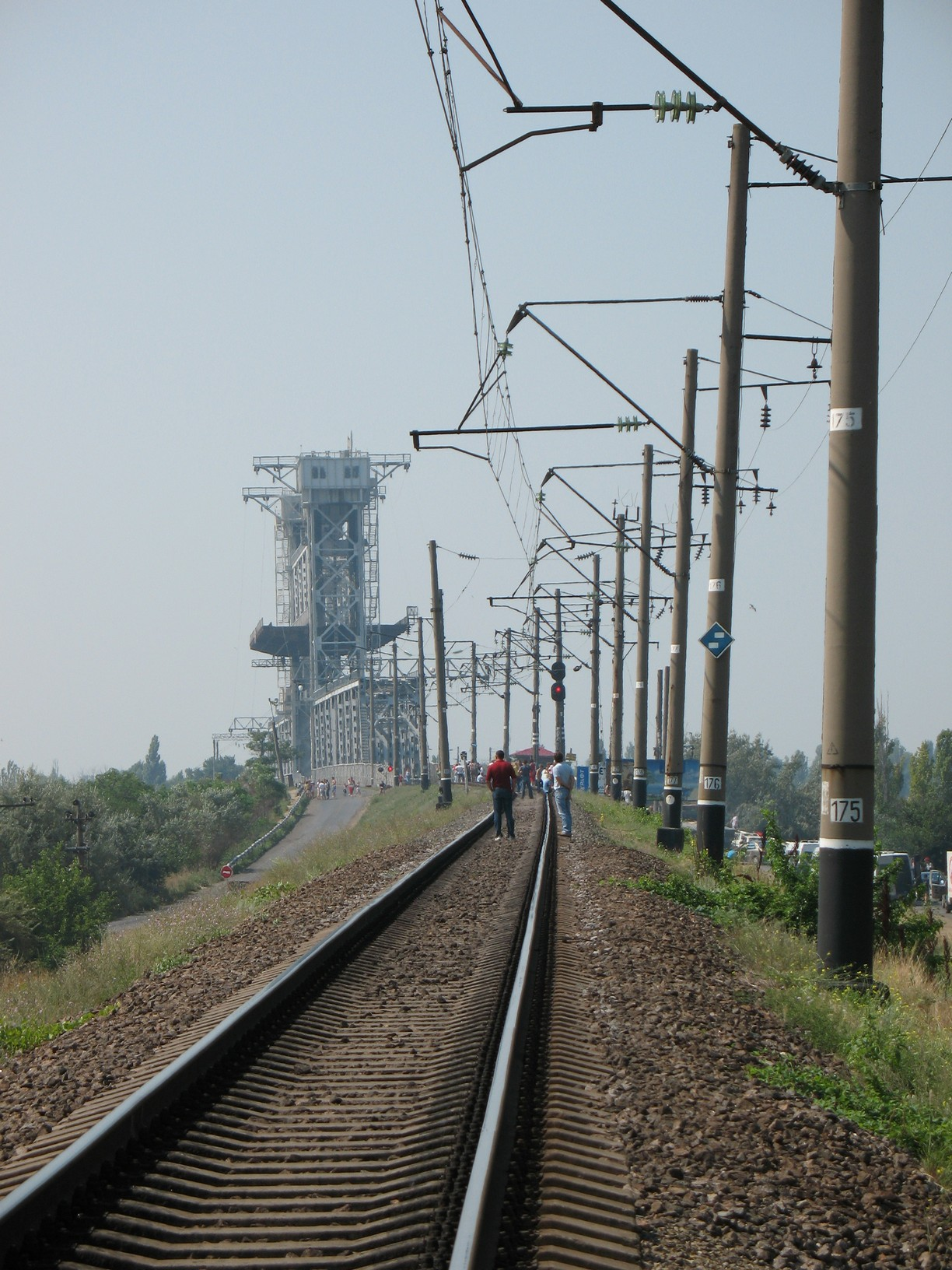
Franchissement de l'estuaire.